# Forêt du Piton Papangue
La forêt du Piton Papangue est une forêt départementale des Hauts de l'Est de La Réunion entièrement située sur le territoire communal de Saint-Benoît et au sein du parc national de La Réunion.

## Faune
Le nom du  sommet montagneux qui lui a donné son nom est une référence au rapace endémique de l'île, le papangue (Circus maillardi).